# Diadematoides
Els diadematoides (Diadematoida) són un ordre d'equinoderms equinoïdeus. Es distingeixen d'altres eriçons de mar pel fet que les espines són buides o, com a molt, tenen una malla oberta al nucli i per la presència de 10 plaques bucals al voltant de la boca. La testa pot ser sòlida o flexible.

## Taxonomia
L'ordre dels diadematoides inclou 45 espècies en dues famílies:
- Família Diadematidae Gray, 1855 (43 espècies)
- Família Lissodiadematidae Fell, 1966 (2 espècies)